# Sính Lủng
Sính Lủng là một xã thuộc huyện Đồng Văn, tỉnh Hà Giang, Việt Nam.

## Địa lý
Xã Sính Lủng cách trung tâm huyện Đồng Văn 18 km, có vị trí địa lý:
- Phía đông giáp xã Tả Phìn
- Phía tây giáp xã Sảng Tủng
- Phía nam giáp huyện Mèo Vạc và xã Hố Quáng Phìn
- Phía bắc giáp xã Sà Phìn và xã Thài Phìn Tủng.

Xã Sính Lủng có diện tích 22,60 km², dân số năm 2019 là 3.716 người, mật độ dân cư đạt 164 người/km².

## Hành chính
Xã Sính Lủng được chia thành 9 thôn: Cá Ha, Hà Đề, Là Chúa Tủng, Mã Chế, Mã Tà, Phìn Xa, Quả Lủng, Sà Tủng Chứ, Sính Lủng.

## Lịch sử
Ngày 5 tháng 7 năm 1961, Hội đồng Chính phủ ban hành Quyết định số 91-CP về việc thành lập xã Sính Lủng trên cơ sở một phần diện tích và dân số của xã Sà Phìn.

## Du lịch
- Hang Karst nhỏ trong núi đá vôi.

## Hình ảnh

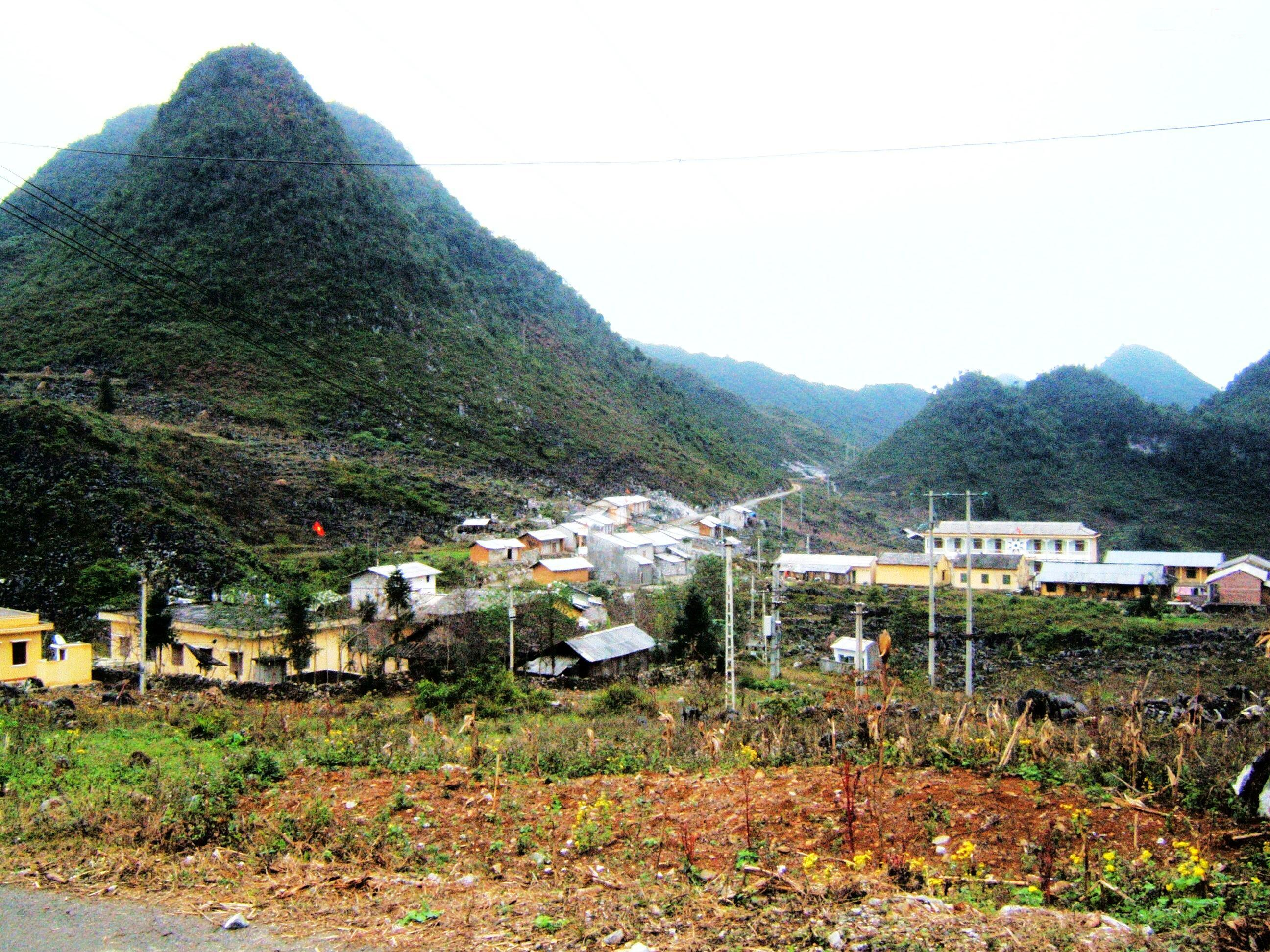
Trung tâm xã Sính Lủng
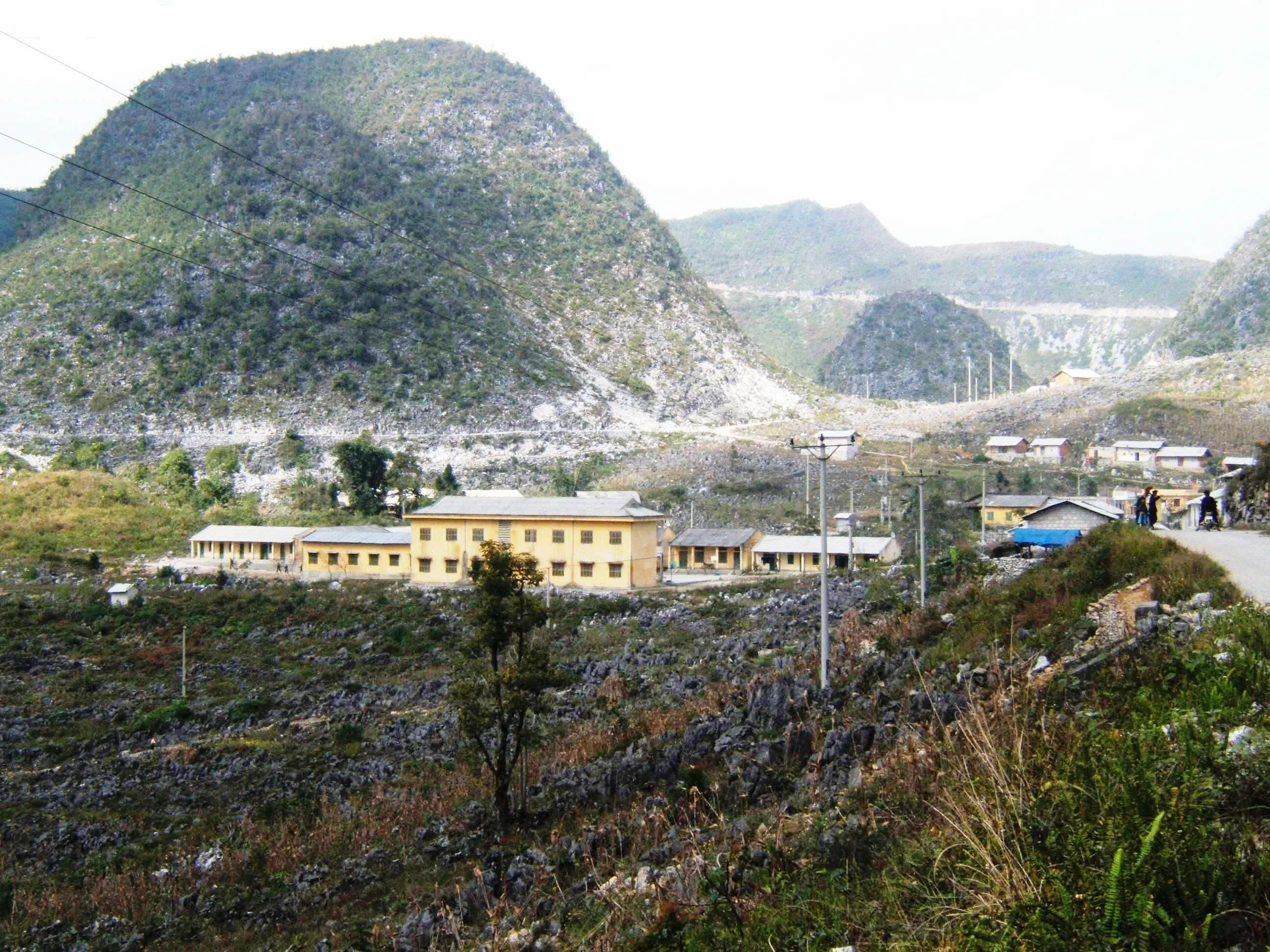
Trường Phổ thông cơ sở Sính Lủng
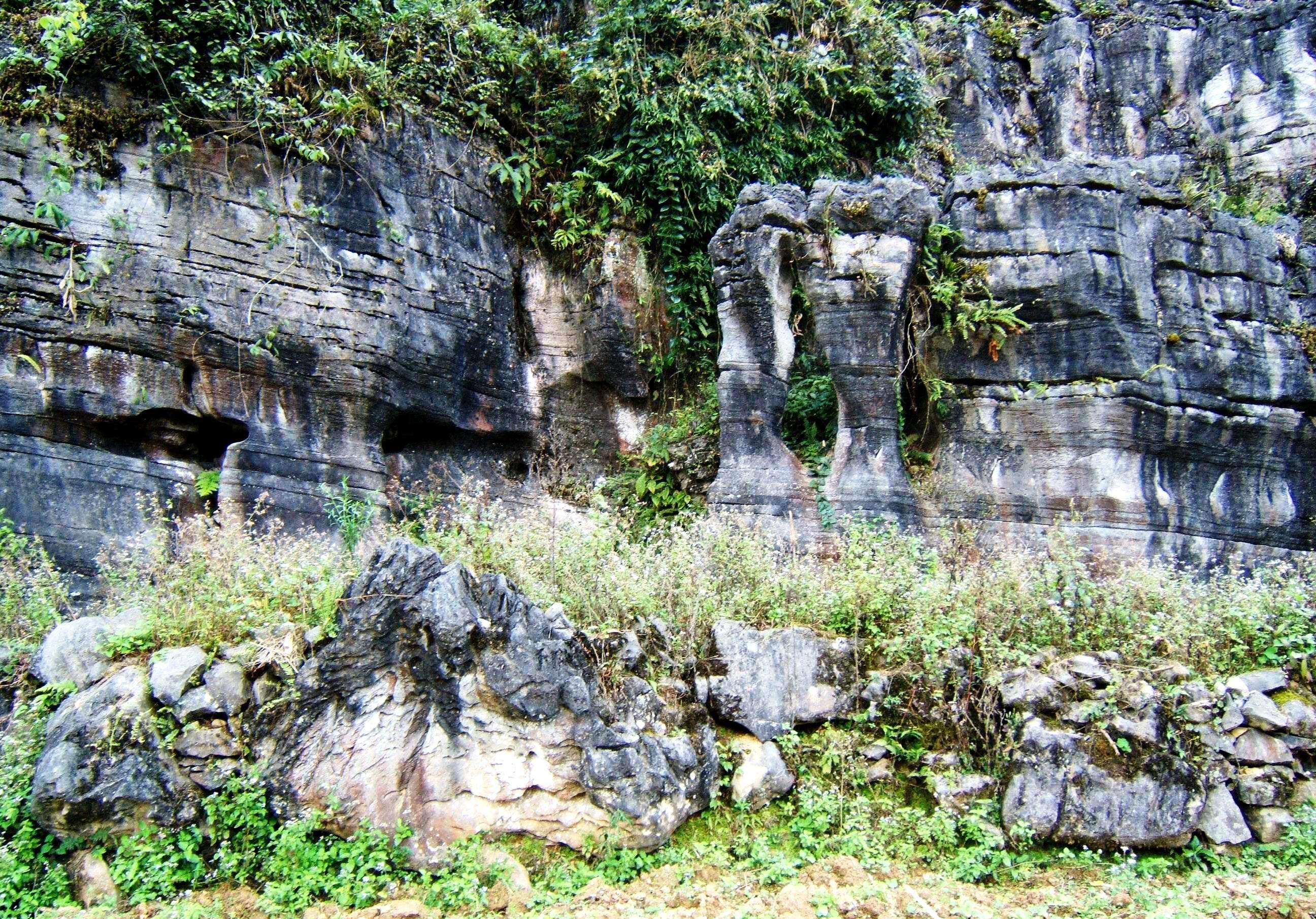
Xâm thực đá vôi ở hồ cổ tại Đồng Văn, Hà Giang
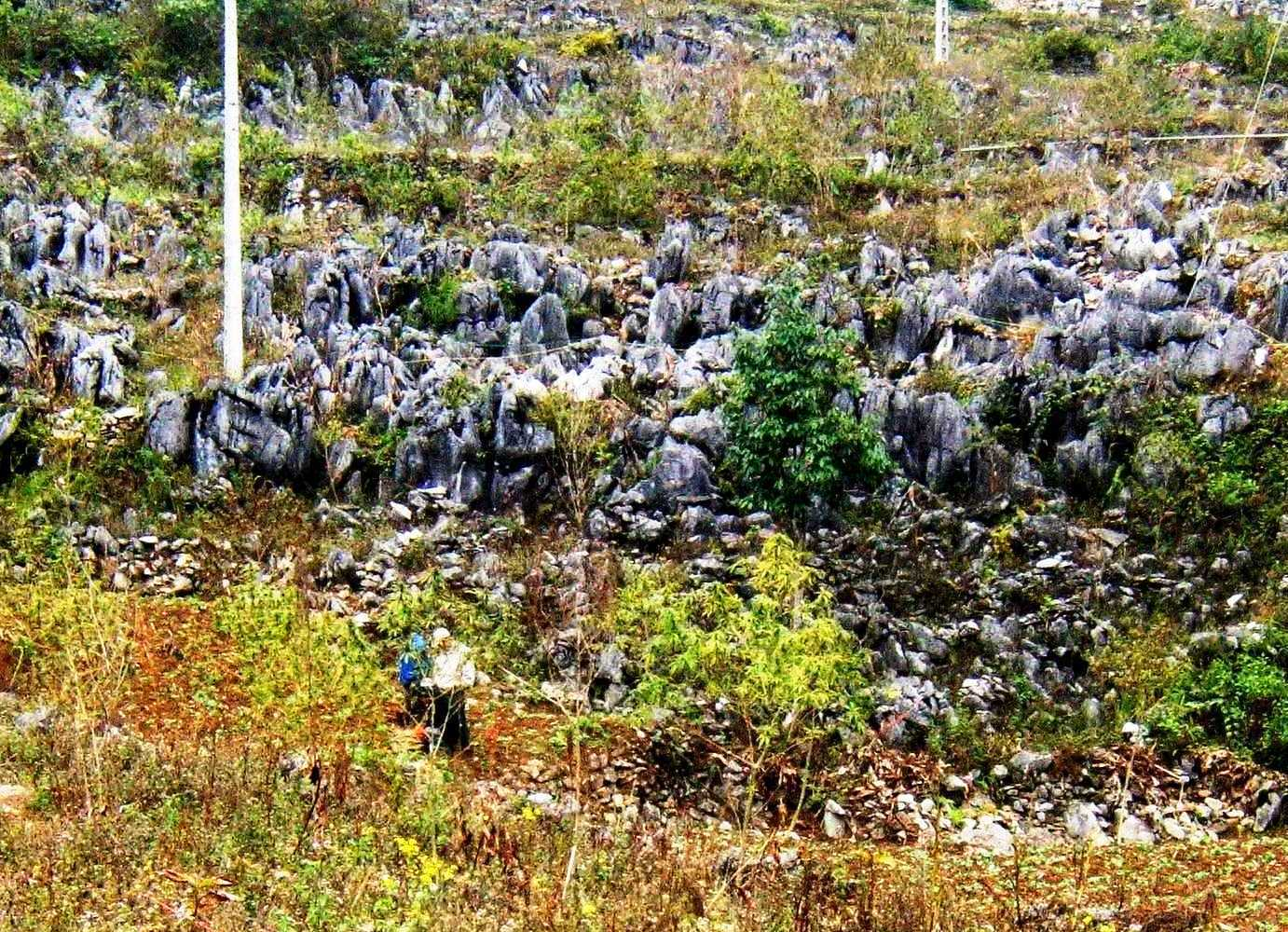
Đá tai mèo và hố sụt do Karst trong đá vôi thuộc xã Sính Lủng
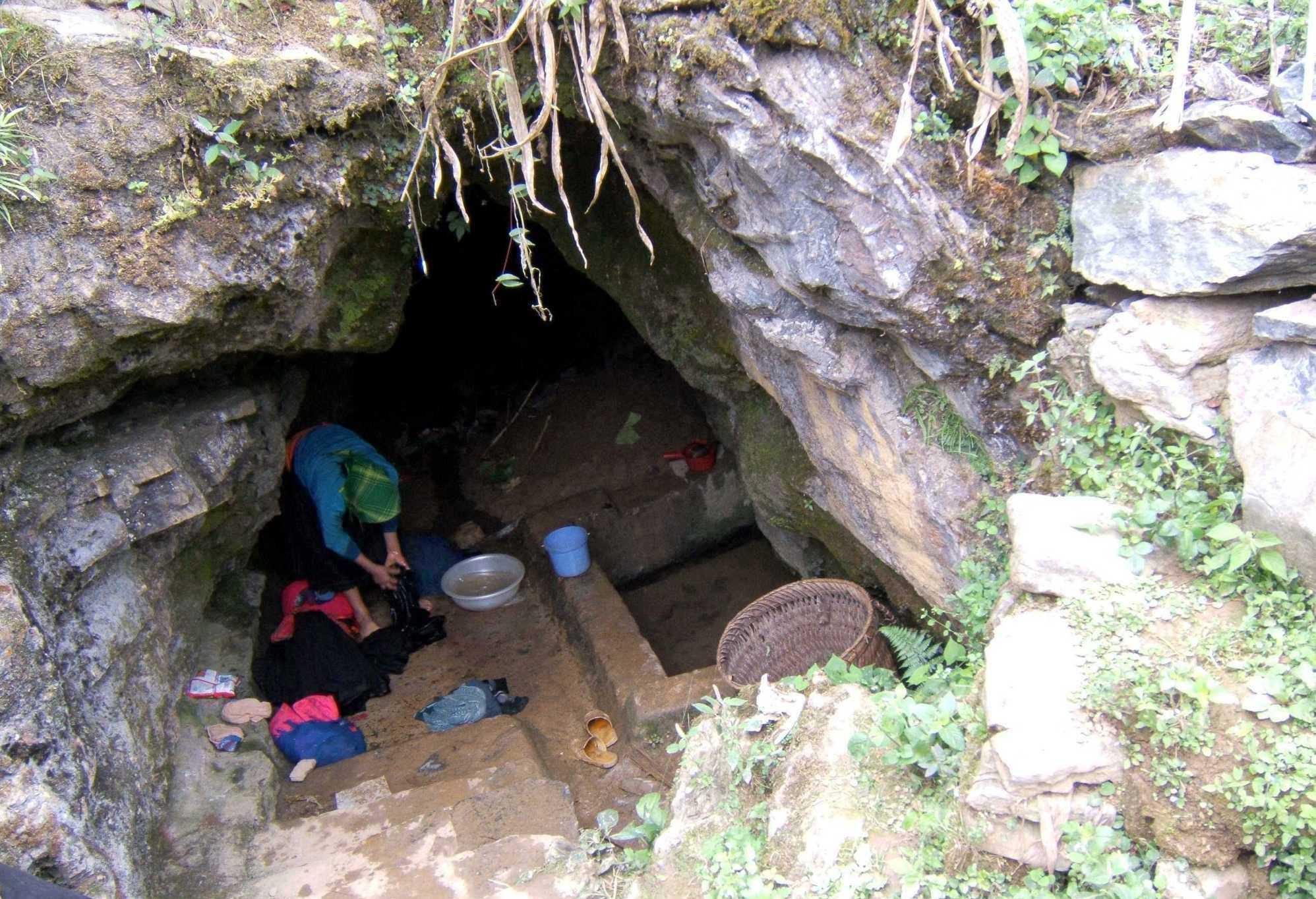
Hang Karst nhỏ trong núi đá vôi và nguồn nước hiếm hoi cho mùa khô